# Gnoma suturifera
Gnoma suturifera là một loài bọ cánh cứng trong họ Cerambycidae.